# Danmark i olympiska sommarspelen 1956
Danmark deltog med 31 deltagare vid de olympiska sommarspelen 1956 i Melbourne och Stockholm. Totalt vann de fyra medaljer och slutade på tjugonde plats i medaljligan.

## Medaljer

### Guld
- Paul Elvstrøm - Segling, finnjolle

### Silver
- Lis Hartel - Ridsport, dressyr
- Ole Berntsen, Christian von Bülow och Cyril Andresen - Segling, dragon

### Brons
- Tove Søby - Kanotsport, K-1 500 m